# الین میجر
الین میجر (انگلیسی: Elien Meijer; ۲۵ ژانویهٔ ۱۹۷۰ – ) قایقران روئینگ اهل پادشاهی هلند بود.
وی در مسابقات کشوری و بین‌المللی در مجموع برندهٔ ۱ مدال طلا، ۱ مدال نقره شده‌است.